# República Dominicana en el Festival de la OTI
La República Dominicana es parte de los países fundadores del Festival de la OTI, al concurrir a su primera edición celebrada en Madrid en 1972. En esa oportunidad fue representado por el tema "Siempre habrá en la luna una sonrisa", en la voz de Fernando Casado, que quedó en séptima posición.
La televisión dominicana nunca pudo alzarse con el triunfo. Si obtuvo, en cambio, dos meritorios segundos lugares: el primero de ellos en Madrid en 1977 con el tema "Al nacer cada enero" cantado por Fernando Casado empatado con Estados Unidos y superado por Nicaragua; el tema sería también un éxito en la voz del puertorriqueño Danny Rivera. La segunda ocasión fue en 1983 en Washington, cuando Taty Salas se quedó con el segundo premio con el tema "Olvidar, olvidar", de Cheo Zorrilla, superada solo por Brasil. También alcanzó el tercer lugar en dos ocasiones consecutivas: Taty Salas nuevamente, con el tema "De tu boca", autoría de Juan Luis Guerra en Buenos Aires en 1988; e inmediatamente al año siguiente, en Miami en 1989 Maridalia Hernández alcanza la tercera posición con "Te ofrezco", del mismo autor del tema del año anterior. 
Pese a su permanencia en el Festival de la OTI, la República Dominicana nunca pudo organizar una edición internacional del certamen.
La República Dominicana se ausentó dos veces del Festival de la OTI, en 1976 y 1981.

## Participaciones de República Dominicana en el Festival de la OTI
| Año  | Sede             | Artista             | Canción                              | Director orquesta     | Lugar            | Pts |
| ---- | ---------------- | ------------------- | ------------------------------------ | --------------------- | ---------------- | --- |
| 2000 | Acapulco         | Rando Camasta       | ¿Qué nos pasa?                       | Nando Hernández       | 4-10 (Finalista) |     |
| 1998 | San José         | Claudine Bonó       | Me levanto                           | Manuel Tejada         |                  |     |
| 1997 | Lima             | Audrey Campos       | El amor que tuve                     | Manuel Tejada         |                  |     |
| 1996 | Quito            | Frank Ceara         | Una historia más                     | Manuel Tejada         |                  |     |
| 1995 | San Bernardino   | Manuel Jiménez      | Un solar en La Luna                  | Manuel Tejada         |                  |     |
| 1994 | Valencia         | Miriam Cruz         | Con agua de sal                      | José Fabra            | 4                | 10  |
| 1993 | Valencia         | Grupo Triada        | Sigue la vida                        | Manuel Tejada         |                  |     |
| 1992 | Valencia         | Cheo Zorrilla       | A su tiempo                          | José Fabra            |                  |     |
| 1991 | Acapulco         | Jacqueline Estévez  | Cuando el amor se va                 | Manuel Tejada         |                  |     |
| 1990 | Las Vegas        | Vickiana            | Yo                                   | William Sánchez       |                  |     |
| 1989 | Miami            | Maridalia Hernández | Te ofrezco                           | Manuel Tejada         | 3                |     |
| 1988 | Buenos Aires     | Taty Salas          | De tu boca                           | Manuel Tejada         | 3                |     |
| 1987 | Lisboa           | Julio Sabala        | Esto tiene que cambiar               | José Juan Arnelas     |                  |     |
| 1986 | Santiago         | Cheo Zorrilla       | Sol de la noche                      | Horacio Saavedra      |                  |     |
| 1985 | Sevilla          | Gina D’Alessandro   | Con las alas rotas                   | Bertico Sosa          |                  |     |
| 1984 | Ciudad de México | Sonia Alfonso       | La vida es alegría                   | Bertico Sosa          |                  |     |
| 1983 | Washington D. C. | Taty Salas          | Olvidar, olvidar                     | Manuel Tejada         | 2                | 70  |
| 1982 | Lima             | Rhina Ramírez       | Por tanto amor                       | Manuel Tejada         | 7                | 18  |
| 1980 | Buenos Aires     | Fausto Rey          | Canción de un hombre simple          | Horacio Malvicino     | 6                | 25  |
| 1979 | Caracas          | Omar Franco         | Mi mundo                             | Danny León            | 14               | 10  |
| 1978 | Santiago         | Hilda Saldaña       | Blanca Paloma                        | Bienvenido Bustamante | 8                | 12  |
| 1977 | Madrid           | Fernando Casado     | Al nacer cada enero                  | Rafael Ibarbia        | 2                | 8   |
| 1975 | San Juan         | Luchi Vicioso       | La vida está intranquila             | Jorge Taveras         | 14               | 2   |
| 1974 | Acapulco         | Charytín Goyco      | Alexandra                            | Jorge Taveras         | 5                | 7   |
| 1973 | Belo Horizonte   | Niní Cáffaro        | El Juicio final                      | Jorge Taveras         | 3                | 9   |
| 1972 | Madrid           | Fernando Casado     | Siempre habrá en la luna una sonrisa | Augusto Algueró       | 7                | 4   |